# Fontem
Fontem est un arrondissement du Cameroun situé dans la région du Sud-Ouest et le département du Lebialem. Son chef-lieu est Menji.

## Géographie
La commune s'étend sur la partie sud du département de Lebialem, elle est limitrophe de six communes camerounaises.
| Tinto | Alou   | Fongo-Tongo |
| Nguti | Fontem | Dschang     |
| Nguti | Nguti  | Santchou    |

## Population
Lors du recensement de 2005, l'arrondissement comptait 39 706 habitants, dont 7 023 pour la ville de Menji.

## Organisation
Outre Menji, l'arrondissement comprend les 4 villages suivants  :
- Essoh Attah
- Fotabong III
- Lebang
- Mbiandia

## Santé
Le Mouvement des Focolari y a fondé en 1969 l'hôpital Mary Health of Africa General Hospital.